# Fluorid ytterbnatý
Fluorid ytterbnatý je anorganická sloučenina s chemickým vzorcem YbF2.

## Příprava
Fluorid ytterbnatý může být připraven reakcí fluoridu ytterbitého s ytterbiem nebo vodíkem:
2 YbF3 + Yb → 3 YbF2
2 YbF3 + H2 → 2 YbF2 + 2 HF

## Vlastnosti
Fluorid ytterbnatý je šedá pevná látka, která krystalizuje v kubické krystalové soustavě (struktuře fluoritu), typu fluoridu vápenatého s délkou hrany a = 559,46 pm. V krystalu fluoridu ytterbnatého je kation ytterbnatý obklopen osmi aniony fluoru ve tvaru krychle, která je tetraedricky obklopena čtyřmi ytterbnatými kationty.